# Dizinha Linux
Dizinha Linux es una distribución Linux descontinuada, originaria de Brasil y desarrollada especialmente para computadoras antiguas.

## Historia
Dizinha Linux es una de las primeras distribuciones Linux basadas en Kurumin Linux. Creada por "Lame_Duck", esta distribución tiene como atractivo la posibilidad de correr en computadoras antiguas, con microprocesadores como Pentium 100 con 16 MB de RAM.
Posee gestores de ventanas simples, y aplicaciones livianas para los usuarios que poseen computadoras sin mucho poder de procesamiento.
Utilizando herramientas de Debian, Dizinha Linux es de tan fácil utilización comparado a otras distribuciones basadas en Debian.
De acuerdo con el creador de la distribución, el nombre Dizinha se originó como una versión reducida de Distribuiçãozinha  o Distrozinha (diminutivos de "distribución" y "distro", respectivamente, en portugués), ya que Dizinha era más pequeña en comparación con otras distribuciones.

## Especificaciones técnicas
Para una distribución GNU/Linux ligera y compatible con equipos antiguos, Dizinha ofrecía un paquete básico de aplicaciones en su versión Lite como navegadores web (Mozilla Firefox y Opera), algunos programas multimedia en modo texto, editores de texto y otras herramientas básicas de un sistema operativo.
El entorno de escritorio predeterminado era IceWM, con varios temas que pueden construir los mismos usuarios o descargarse por Internet. El escritorio contaba con Painel X, el panel de control de Dizinha. Desde allí, el usuario podía configurar el sistema; instalar módems y otros dispositivos, y programas.
En su versión Full, el sistema contaba con aplicaciones como GIMP, emuladores de consolas de vídeo, juegos y programas de redes como Pidgin o gFTP. Asimismo, incluía otros programas multimedia y el IceWM Control Panel, el panel de control de IceWM.

## Descontinuación del proyecto
A comienzos de 2008, los responsables de Dizinha resolvieron descontinuar su desarrollo y participar en otra distribución derivada, NeoDizinha Linux.